# Церква Зіслання Святого Духа (Котельниця)
Церква Зіслання Святого Духа (Котельниця) —  церква в присілку Бистрий села Котельниця, Закарпатської області, пам'ятка архітектури національного значення.

## Історія
Церква побудована на терасі гірського схилу гори Осовні на північ від сільської дороги будівничими, які споруджували церкви в сусідніх селах Ялове, Тишів, Задільське. Згадки про церкву  датовану 1760 роком є в 1798 році. Дослідники вважають церкву взірцем для інших барокових церков у околицях Котельниці. Церква передана в користування Українській Православній церкві Московському патріархату. В ній зберігались зокрема: дзвін 1860 p., світич великий 1836 р. і малий – 1813 р., вівтар 1896 р., жертовник 1896 р., ікони 1920 р., плащаниця 1905 р., фелон світлий 1824 р., фелон зелений 1890 p., червоний – 1812 p., чорний – 1890 р..
Церкву пограбували в 2007 році.
В радянські часи церква охоронялась як пам'ятка архітектури Української РСР (№ 1121). В 2018 році церква визнана об’єктом культурної спадщини національного значення, який внесено до Державного реєстру нерухомих пам’яток України (№ 070026).

## Архітектура
Церква бойківського типу побудована з ялинових брусів на кам'яному фундаменті, складається з трьох зрубів, які з'єднані способом "ластівчиний хвіст". Цоколь оббитий диким каменем. Над зрубом бабинця, який як і вівтарна частина вужчий від нави, побудована квадратна в плані башта, з банею та глухим ліхтарем. Вівтарна частина церкви п'ятигранна. Між зрубом бабинця та нави в середині церкви свормований широкий арочний перехід. Зруби вкриті спільним дахом, який до 1989 року був оббитий гонтом, коли його перекрили бляхою. Опасання, та стіни вище від опасання також вкриті бляхою. Опасання лежить на випусках вінців зрубів та переходить у відкритий ганок. Вікна в церкві арочні, окрім вікна на фасаді бабинця та вівтарній частині - круглі. В середині церкви дах має склепіння коробового типу. Ікони були намальовані в 1920 році та перемальовані в 1970-х роках. 

## Дзвіниця
До складу пам'ятки входить дерев'яна квадратна в плані двоярусна дзвіниця, з яких нижній ярус зруб із соснових колод, а верхній каркасного типу. Первинно дзвіниця була покрита гонтом, наразі — бляхою. Дзвіниця має шатровий дах та опасання. Дзвіницю перебудовували в 1969 році. У дзвіниці – 5 дзвонів, з яких найбільший відлив Ф. Еґрі в 1928 році. Дзвін "Михайло" в 1924 році відлив Ріхард Герольд у Хомутові. Ще один дзвін має напис "Василь Гріга купив звонь до Бистрого рку 1743".  Ще один дзвін замовили в 1937 р. на фірмі "Акорд".  Найменший дзвін має напис: “ANNO DOMINI 1756”.

## Див також
- Іллінська церква (Тишів);
- Церква Святого Миколая (Свалява);
- Церква Вознесіння Господнього (Ялове);
- Церква Введення Пресвятої Богородиці (Розтока);
- Церква Різдва Пресвятої Богородиці (Пилипець).